# Zhong Ren
Zhong Ren (chiń. 仲壬), albo  Zi Yong (chiń. 子庸) – władca Chin z dynastii Shang.  
W starożytnej  chińskiej kronice Zapiski historyka autorstwa Sima Qiana jest zapis, że Zi Yong władał jako trzeci król Shang, zastępując swojego ojca Cheng Tanga i starszego brata Wai Binga. Po śmierci otrzymał imię Zhong Ren (仲壬). Jego następcą zastał jego bratanek Tai Jia, syn Da Dinga.
Zhong Ren rządził około czterech lat.  